# Comuna Goțe Delcev, Blagoevgrad
Comuna Goțe Delcev este o unitate administrativă în regiunea Blagoevgrad din Bulgaria. Cuprinde un număr de 11 localități.  Reședința sa este orașul Goțe Delcev. Localități componente:
- Banician
- Borovo
- Breznița
- Bukovo
- Gospodinți
- Goțe Delcev
- Delcevo
- Dobrotino
- Dragostin†
- Kornița
- Lăjnița
- Musomișta
- Sredna⁠(d)†

†sate desființate în 2008 din cauza depopulării

## Demografie
Componența etnică a obștinei Goțe Delcev
     Romi (1,01%)
     Nicio identificare (10,92%)
     Turci (21,83%)
     Bulgari (65,38%)
     Altele (0,84%)
La recensământul din 2011, populația comunei Goțe Delcev era de 31.236 locuitori. Din punct de vedere etnic, majoritatea locuitorilor (65,38%) erau bulgari, existând și minorități de romi (1,01%) și turci (21,83%). Pentru 10,92% din locuitori nu este cunoscută apartenența etnică.